# Fangame

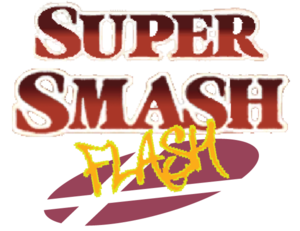
Logotipo do fangame baseado em Super Smash Bros., Super Smash Flash

Fangames são video games feitos por fãs com base em um ou mais jogos preexistentes. Muitos fangames tentam clonar ou refazer o design, a jogabilidade e os personagens do jogo original, mas é igualmente comum que os fãs desenvolvam um jogo inédito usando outro apenas como modelo. Embora a qualidade dos fangames sempre tenha variado, avanços recentes na tecnologia de computadores e nas ferramentas disponíveis, por exemplo, através de software de código aberto, tornaram mais fácil a criação de jogos de alta qualidade. Fangames podem ser vistos como conteúdo gerado pelo usuário, como parte dos fenômenos de retrogaming e como expressão da cultura do remix.

## Desenvolvimento de fangames
Fangames são desenvolvidos como jogos autônomos, com seus próprios motores de jogo, ou como modificações nos jogos existentes que "pegam carona" nos mecanismos dos outros. Cada abordagem tem vantagens diferentes, pois jogos autônomos geralmente são acessíveis para públicos maiores, mas geralmente podem ser mais difíceis ou demorados de se desenvolver.

### Jogos autônomos
Fangames geralmente são desenvolvidos usando ferramentas e motores de jogo preexistentes. Os motores Unity e Adobe Flash permitem que os fãs desenvolvam jogos independentes, assim como outros programas como GameMaker, Construct, RPG Maker ou qualquer outro produto da Clickteam (como The Games Factory e Multimedia Fusion 2 ).
Os desenvolvedores de fangames geralmente selecionam e usam motores de jogos de código aberto e gratuito (como OGRE, Crystal Space, DarkPlaces e Spring) para ajudar os fãs a criar jogos sem o custo de licenciar uma alternativa comercial. Esses motores podem ser alterados e reprojetados de acordo com os termos de sua licença de código aberto e geralmente custam significativamente menos do que as opções comerciais, mas nem sempre permitem que os desenvolvedores criem facilmente efeitos visuais avançados sem esforço adicional.
Também é possível que os fãs desenvolvam motores de jogo originais do zero usando uma linguagem de programação como C++, embora isso exija muito mais tempo e capacidade técnica do que modificar um jogo existente; Um exemplo é o Spring Engine, que começou como um jogo de Total Annihilation feito por fãs.

### Modificações a jogos existentes
Às vezes, os fangames são desenvolvidos como modificações de jogos existentes, usando recursos e software fornecidos por muitos motores de jogo. Os mods geralmente não têm permissão para modificar a história original e os gráficos do jogo, mas sim estender o conteúdo atual fornecido pelo desenvolvedor original. Modificar um jogo existente geralmente é mais barato do que desenvolver um fangame do zero.
Devido à complexidade do desenvolvimento de um jogo totalmente novo, fangames geralmente são criados usando ferramentas preexistentes que vieram com o jogo original ou estão prontamente disponíveis em outros lugares. Certos jogos, como Unreal Tournament 2004 e o Neverwinter Nights, vêm com ferramentas de edição de mapas e scripts para permitir que os fãs desenvolvam mods usando o mecanismo fornecido com o jogo original. Jogos como Doom têm idade suficiente (end-of-life) para que seu código fonte tenha sido lançado, permitindo que mudanças radicais ocorram.
Outra forma de modificação vem da edição de imagens de ROM de jogos mais antigos, como os jogos de SNES. Programas como o Lunar Magic permitem ao usuário modificar os dados existentes na imagem da ROM e alterar níveis, gráficos de personagens ou qualquer outro aspecto que o programa permita. Enquanto normalmente reproduzidas em emuladores, essas imagens de ROM recém-editadas poderiam teoricamente ser usadas em conjunto com uma unidade flash para criar cartuchos para o sistema antigo, permitindo que as imagens de ROM modificadas rodassem no hardware original. Um exemplo recente e notável de um tal fangame é The Legend of Zelda: Parallel Worlds, que foi aclamado pelos críticos como uma sequência não oficial notável de A Link to the Past . Outros exemplos notáveis incluem Legend of Zelda: Curse from the Outskirts, Blaster Master: Pimp Your Ride e Super Mario World - The Second Reality Project 2.
Mods de fãs famosos (por exemplo, Counter-Strike, Day of Defeat e Pirates, Vikings e Knights II ) podem até ser adotados pelo desenvolvedor do jogo (em todos os casos mencionados, Valve Corporation) e transformados em uma adição oficial ao jogo existente ( Half-Life ).

## Desafios de desenvolvimento
Apesar das boas intenções e dedicação dos fãs criadores de jogos, o desenvolvimento de muitos fangames terminou em abandono. Não obstante os problemas legais enfrentados por  fãs que se tornaram desenvolvedores, vários desafios de desenvolvimento são enfrentados por indivíduos ao tentar desenvolver qualquer tipo de jogo do início ao fim. Essas falhas geralmente estão relacionadas à falta de experiência em desenvolvimento, tempo, recursos, dinheiro, juros, conjuntos de habilidades e outros fatores. Não está claro qual proporção de fangames tentados nunca são criados e liberados com sucesso.
Excluindo mods (que tecnicamente não são fangames verdadeiros), a grande maioria dos jogos feitos por fãs concluídos e publicados com sucesso são jogos de aventura. Provavelmente, isso reflete o histórico mais longo desse gênero relacionado a outros gêneros e a disponibilidade de muitas ferramentas ou mecanismos gratuitos de terceiros para a criação desses jogos. Mais importante ainda, deve haver uma paixão inabalável por um grupo principal de fãs que se estende ao longo de anos para superar qualquer obstáculo encontrado durante o desenvolvimento do projeto. Esse sacrifício é mais bem descrito por Britney Brimhall, da AGD Interactive, sobre o lançamento de 2001 de King's Quest I: "Acho que muitas pessoas não percebem quando iniciam um projeto de jogo o quanto de sacrifício será necessário. Embora as pessoas gostem de escrever uma história ou fazer uma obra de arte, a maioria não gosta de escrever centenas de páginas de diálogo ou desenhar mais de cem ilustrações quando elas poderiam socializar com amigos ou jogar videogames ".

## Questões legais

### Desafios
Já que fangames são desenvolvidos com um orçamento relativamente baixo, raramente estão disponíveis em um sistema de console; as taxas de licenciamento são proibitivas demais. No entanto, fangames não licenciados ocasionalmente chegaram aos consoles com uma cena homebrew significativa, como o Atari 2600, o NES, SNES, a linha Game Boy, o PlayStation da Sony, o PlayStation 2 e o PlayStation Portable, entre muitos outros.

### Supressão, cessação e desistência
Algumas empresas encerram fangames como violações de direitos autorais. O termo foxed é frequentemente usado para descrever esses incidentes, decorrente do cunho original do termo do cancelamento pela  20th Century Fox  de uma conversão total de Quake  com o tema Aliens . Os detentores de direitos autorais originais podem solicitar a cessação e desistência de projetos de fangame, pois, por definição, fangames são usos não autorizados de propriedade com direitos autorais. Muitos fangames chegam ao ponto de tirar música e gráficos diretamente dos jogos originais.
Um caso notável no final de 2005 envolveu a Vivendi Universal barrando um projeto de fãs de  King's Quest, King's Quest IX: Every Cloak Has a Silver Lining. Seria uma sequência não oficial que concedia o encerramento da série, que teve seu último lançamento em 1998. Após uma campanha de cartas e protestos de fãs, a Vivendi reverteu sua decisão e deu permissão para que o jogo fosse realizado. Como parte das negociações, os desenvolvedores foram solicitados a remover "King's Quest" do título. Por outro lado, os protestos dos fãs pelo cancelamento de Chrono Resurrection (um remake demo de Chrono Trigger ) em 2004 não renderam nenhum resultado na ação da Square Enix para bloquear o projeto.
A Nintendo é notória por sua proteção estrita de sua propriedade intelectual (IP)  e barrou muitos fangames famosos, incluindo um remake em HD de Super Mario 64, AM2R, e No Mario's Sky . Nintendo também derrubou vários jogos de fãs de Pokémon, como "Pokenet" e " Pokémon Uranium ".
Em uma nota semelhante, um fangame de  Spyro the Dragon, Spyro: Myths Awaken, foi barrado pela Activision (os atuais proprietários da IP Spyro ) em setembro de 2018.

### Endosso e vista grossa
Outras vezes, as empresas endossam fangames .Por exemplo, a Capcom apresentou o fangame Mega Man 2.5D de Peter Sjöstrand em seu site da comunidade mais de uma vez. No entanto, o vice-presidente sênior da Capcom, Christian Svennson, afirmou que, embora legalmente não possam sancionar fangames, eles também não os perseguirão de maneira proativa. Mais recentemente, a Capcom tomou o Street Fighter X Mega Man de Seo Zong Hui e o financiou, promovendo-o de um simples fangame para um jogo Mega Man de freeware oficialmente licenciado.
Em 2008, Christian Whitehead criou seu próprio motor de jogo, conhecido como Retro Engine, para uso no fangame de Sonic the Hedgehog, Retro Sonic. Whitehead desenvolveu um protótipo de prova de conceito de Sonic the Hedgehog CD em execução no Retro Engine e lançou-o para a Sega. A Sega aprovou, e um remake completo rodando no motor de Whitehead foi lançado dois anos depois. Whitehead mais tarde trabalhou com o colega fã programador Simon Thomley para desenvolver remakes para dispositivos móveis de Sonic the Hedgehog e Sonic the Hedgehog 2, e por fim dirigiu um novo título oficial de Sonic the Hedgehog, Sonic Mania, com uma equipe de desenvolvimento composta por indivíduos conhecidos por seu trabalho na comunidade de fãs de Sonic the Hedgehog .
Skywind é uma remasterização de The Elder Scrolls III: Morrowind (2002) no motor de jogo de The Elder Scrolls V: Skyrim. Os desenvolvedores dos jogos originais, Bethesda Softworks, deram sua aprovação aos voluntários do projeto. A equipe de remasterização envolve mais de 70 voluntários nos papéis de artista, compositor, designer, desenvolvedor e dublador. Em novembro de 2014, a equipe relatou ter concluído metade do ambiente da remasterização, mais de 10.000 novas linhas de diálogo e três horas de trilha sonora inspirada na série.
Em abril de 2017, Mig Perez e Jeffrey Montoya lançaram Castlevania: The Lecarde Chronicles 2. O jogo apresenta ativos totalmente novos e uma nova trilha sonora, além de novas dublagens de atores que apareceram na série oficial de Castlevania, como Douglas Rye, que interpretou Dracula em Castlevania: Curse of Darkness e Robert Belgrade, que interpretou Alucard em Castlevania: Symphony of the Night . A Konami permitiu que o jogo fosse lançado com a contingência de que o jogo permanecesse sem fins lucrativos.